# Натома (Канзас)
Натома (англ. Natoma) — місто (англ. city) в США, в окрузі Осборн штату Канзас. Населення — 302 особи (2020).

## Географія
Натома розташована за координатами 39°11′19″ пн. ш. 99°1′27″ зх. д. / 39.18861° пн. ш. 99.02417° зх. д. (39.188596, -99.024202).  За даними Бюро перепису населення США в 2010 році місто мало площу 1,07 км², уся площа — суходіл.

## Демографія
Згідно з переписом 2010 року, у місті мешкало 335 осіб у 160 домогосподарствах у складі 86 родин. Густота населення становила 314 особи/км².  Було 229 помешкань (215/км²).
Расовий склад населення:
| - 97,0 % — білих - 1,2 % — азіатів - 0,9 % — чорних або афроамериканців |

До двох чи більше рас належало 0,9 %. Частка іспаномовних становила 2,1 % від усіх жителів.
За віковим діапазоном населення розподілялося таким чином: 23,3 % — особи молодші 18 років, 50,7 % — особи у віці 18—64 років, 26,0 % — особи у віці 65 років та старші. Медіана віку мешканця становила 43,5 року. На 100 осіб жіночої статі у місті припадало 121,9 чоловіків;  на 100 жінок у віці від 18 років та старших — 105,6 чоловіків також старших 18 років.
Середній дохід на одне домашнє господарство  становив 42 806 доларів США (медіана — 31 964), а середній дохід на одну сім'ю — 55 798 доларів (медіана — 52 679). За межею бідності перебувало 16,1 % осіб, у тому числі 10,5 % дітей у віці до 18 років та 7,1 % осіб у віці 65 років та старших.
Цивільне працевлаштоване населення становило 149 осіб. Основні галузі зайнятості: освіта, охорона здоров'я та соціальна допомога — 26,8 %, сільське господарство, лісництво, риболовля — 23,5 %, будівництво — 14,1 %, виробництво — 8,7 %.